# 前田公平
前田 公平（まえだ こうへい、1994年6月15日 - ）は、東京都狛江市出身の自転車競技（マウンテンバイククロスカントリー、シクロクロス、ロードレース）選手である。2018年、2019年の全日本選手権自転車競技大会シクロクロスの優勝者である。
推しのアイドルは芹澤優と山下美月と齋藤飛鳥と筒井あやめである。

## 主な成績

### マウンテンバイク
2011年
- 全日本マウンテンバイク選手権大会  2位 クロスカントリージュニア

2012年
- 世界選手権マウンテンバイク 52位 クロスカントリージュニア
- アジアマウンテンバイク選手権大会  優勝 クロスカントリージュニア
- 全日本マウンテンバイク選手権大会  2位 クロスカントリージュニア

2013年
- アジアマウンテンバイク選手権大会 14位 クロスカントリー

2014年
- 世界選手権マウンテンバイク 88位 クロスカントリーU23
- 全日本マウンテンバイク選手権大会  3位 クロスカントリーU23

2015年
- 全日本マウンテンバイク選手権大会  3位 クロスカントリーU23

2016年
- 世界選手権マウンテンバイク 75位 クロスカントリーU23

2017年
- 世界選手権マウンテンバイク 62位 クロスカントリー
- 全日本マウンテンバイク選手権大会  3位 クロスカントリー
- クップ ドュ ジャポン MTB  総合2位 クロスカントリー
- JCF ナショナルポイントランキング 2位

2018年
- アジアマウンテンバイク選手権大会 6位 クロスカントリー
- 全日本マウンテンバイク選手権大会 4位 クロスカントリー
- クップ ドュ ジャポン MTB  総合3位 クロスカントリー
- JCF ナショナルポイントランキング 2位

2019年
- アジアマウンテンバイク選手権大会 15位 クロスカントリー
- 全日本マウンテンバイク選手権大会  2位 クロスカントリー
- クップ ドュ ジャポン MTB  総合優勝 クロスカントリー
- JCF ナショナルポイントランキング 1位

2020年
- アジアマウンテンバイク選手権大会 15位 クロスカントリー

### シクロクロス
2011-2012年
- 全日本シクロクロス選手権大会 ジュニア 4位

2012-2013年
- 全日本シクロクロス選手権大会 エリート 10位

2014-2015年
- 全日本シクロクロス選手権大会 U23 ２位

2016-2017年
- 全日本シクロクロス選手権大会 エリート 2位

2017-2018年
- 全日本シクロクロス選手権大会 エリート　３位

2018-2019年
- 全日本シクロクロス選手権大会 エリート　優勝[1]

2019-2020年
- 全日本シクロクロス選手権大会 エリート　優勝[2]

### ロードレース
2017年
- Jエリートツアー11位